# 樋口賢
樋口 賢（ひぐち けん、1989年12月2日 - ）は、広島県竹原市出身の元プロ野球選手（投手）。右投右打。

## 来歴・人物
イギリス・ロンドンにてイギリス人の父と日本人の母との間に生まれたハーフである。3歳の時、家庭の事情で、母の故郷である広島県竹原市に移住。忠海西小学校2年の時、忠海黒滝スポーツ少年団で捕手として野球を始める。6年で投手に転向。忠海中学校では軟式で遊撃手兼投手。
尾道商高では2年春からエースとして活躍。甲子園出場こそなかったものの、最高148kmの速球とキレのある変化球を武器にするなど好素材としてプロ球団から注目された。2007年の高校生ドラフト会議で中日から3巡目指名を受け、入団。
ルーキーイヤーの2008年は、8月24日に一軍登録されたが、登板機会がなく8月27日に登録抹消された。2009年は一軍はおろか二軍の試合でも1試合も登板しなかった。11月2日に戦力外通告を受け、球団から引退を発表された。
2010年1月、社会人野球のJFE西日本に入部。1年後に退部し、2011年の12球団合同トライアウトを受験した。
引退後は広島西リトルシニアのコーチを務めている。

## 詳細情報

### 年度別投手成績
- 一軍公式戦出場なし

### 背番号
- 58 （2008年 - 2009年）